# Anna és a sziámi király (film, 1956)
Az Anna és a sziámi király (The King and I) egy 1956-ban bemutatott amerikai zenés romantikus filmdráma, mely Margaret Landon Anna és a király című regénye alapján készült.  A történet Anna Leonowens Sziámban töltött éveiről írt emlékiratainak eseményeit dolgozza föl.

## Cselekmény
Anna Leonowens (Deborah Kerr), a walesi özvegy, Bangkokba érkezik fiával, Louis-val, hogy Mongkut (Yul Brynner) király családjának tanárnője legyen. A palotába kíséri a király jobb keze, Kralahome. Bár a király külön szállást ígért nekik, a palotában kell maradniuk. Anna követeli, hogy láthassa a királyt és ígéretét számon kérje rajta. Mongkut kedvesen fogadja és bemutatja neki feleségeit és 15 gyermekét, akik a palotában laknak (további 67 gyermeke van még). Annát elbűvölik a gyerekek, és beleegyezik, hogy mégis a palotában maradjon és tanítsa őket. Találkozik Tuptimmal, a király legújabb feleségével, aki boldogtalan, mert szerelmét, Lun Tha-t kellett elhagynia, mikor a palotába küldte őt apja.
Anna tanítani kezdi a gyerekeket, de azok nem nagyon hiszik el, amiket tanít, például a hóról vagy arról, hogy Sziám kis ország. A király avatkozik közbe és leszidja gyermekeit, amiért nem hiszik el tanáruk szavait. Egyik éjjel Mongkut magához rendeli Annát, hogy a Bibliáról beszélgessen vele, illetve arról, hogy Mózes szerint a világot hat nap alatt teremtették. A király szerint Mózes bolond volt, hiszen a világ századok során alakult ki. Vitájuk közben Anna a királynál magasabb áll, holott sziámi szokások szerint senki feje nem lehet magasabban a királyénál, így megparancsolja Annának, hogy a földre üljön. Levelet irat vele Abraham Lincoln elnöknek arról, hogy hím elefántokat küldene Amerikába, hogy a polgárháborút támogassa. Anna megpróbálja elmagyarázni neki, hogy nem lesz hosszú életük, ha csak hím elefántokat küldd, de a király elveszti türelmét és Annának kell befejeznie a levelet. Annának ekkor fejét a királyénál alacsonyabban kell tartania, amit először a tanárnő elutasít, de a király elveszti a fejét és kényszeríti a nőt, hogy letérdeljen és a földre feküdjön. Anna távozása után találkozik Lun Tha-val és megtudja, hogy titokban találkozni szeretne Tuptimmal. Megkéri Annát, hogy hozza ki Tuptimot. Lun Tha megígéri szerelmének, hogy eljön újra és megszökteti őt.
A király kérésére Anna brit stílusú estélyt rendez, hogy megváltoztassa a briten azon véleményét, miszerint ő egy barbár uralkodó. Anna tanítja az udvar lakóit európai öltözködésre, étkezésre és zenére. A nők ruháiból véletlenül kifelejtette a fehérneműt, ezért könyörgött a nőknek, hogy hátukat a fal felé fordítsák, amikor bemutatják őket a nagykövetnek. A nagykövet Sir Edward Ramsey-vel érkezik, aki Anna kedvese volt még férje, Tom megismerése előtt. Ramsey feltartóztatja Annát, amint a királyhoz menne, és emlékeikről beszélgetnek illetve együtt táncolnak. A király féltékenyen látja ezt, és az asztalhoz vezeti a nőt. Tuptim a Tamás bátya kunyhója színpadi változatát meséli el, és bár Annának és az angol vendégeknek tetszik, a király és Sziám miniszterelnöke nincs elragadtatva a rabszolgaság-ellenes témától. A darab végét követően Tuptim elszökik szerelmével.
Az estélyt követően Anna és a király beszélgetnek, és Anna egy gyűrűt kap ajándékba, ami meglepi Annát. Ekkor mutatják először jelét annak, hogy mélyebben éreznek egymás iránt. A király verset mond, majd Anna polkázni tanítja őt, ám Kralahome megzavarja jó kedvüket. Arról számol be, hogy megtalálták Tuptimot. A király meg akarja korbácsoltatni, mire Anna barbárnak nevezi őt. A király képtelen megütni Tuptimot és sértetten rohan ki. Anna visszaadja neki a gyűrűt és úgy dönt, elhagyja Sziámot. Tuptim közben arról kap hírt, hogy Lun Tha testét megtalálták a folyóban.
Anna épp azon gondolkozik, hogyan hagyja el Sziámot, amikor tájékoztatják, hogy a király haldoklik. Anna a király ágyához megy, aki ismét neki adja a gyűrűt és arra kéri, viselje, és elismeri, hogy mindig Annának volt igaza. Anna végül is Sziámban marad, hogy segítse Mongkut fiát, Csulalongkorn herceget az uralkodásban. Az új király első tette az volt, hogy eltörölte a rabszolgaságot Sziámban, valamint azt, hogy le kelljen borulni a jelenlétében. A király közben meghal, csak Anna és Kralahome veszi észre. Az utolsó jelenetben Anna fejét a király kezébe hajtja.

## Szereplők
| Szerep                                                  | Színész                | Magyar hang       |
| ------------------------------------------------------- | ---------------------- | ----------------- |
| Anna Leonowens                                          | Jodie Foster           | Orosz Anna        |
| Mongkut király                                          | Chow Yun-Fat           | Mihályi Győző     |
| Tuptim                                                  | Bai Ling               | Huszárik Kata     |
| Louis Leonowens                                         | Tom Felton             | Baradlay Viktor   |
| A Kralahome, miniszterelnök                             | Syed Alwi              | Versényi László   |
| Alak tábornok                                           | Randall Duk Kim        | Rudas István      |
| Chowfa herceg, Mongkut király testvére                  | Kay Siu Lim            |                   |
| Fa-Ying hercegnő                                        | Melissa Campbell       |                   |
| Chulalongkorn herceg                                    | Keith Chin             | Stukovszky Tamás  |
| Moonshee, Leonowensék indiai szolgája                   | Mano Maniam            | Dobránszky Zoltán |
| Beebe, Leonowensék indiai szolgálónője                  | Shanthini Venugopal    | Illyés Mari       |
| Lady Thiang, főfeleség                                  | Deanna Yusoff          | Farkasinszky Edit |
| Lord John Bradley                                       | Geoffrey Palmer        | Perlaki István    |
| Lady Bradley                                            | Anne Firbank           | Bókai Mária       |
| Mycroft Kincaid, Brit Kelet-Indiai Társaság megbízottja | Bill Stewart           | Bácskai János     |
| Khun Phra Balat                                         | Sean Ghazi             |                   |
| Phim                                                    | K.K. Moggie            |                   |
| Noi                                                     | Dharma Harun Al-Rashid |                   |
| Nikorn                                                  | Harith Iskander        |                   |
| Pitak                                                   | Yusof B. Mohd Kassim   |                   |
| Tolmács                                                 | Afdlin Shauki          | Welker Gábor      |
| Lady Jao Jom Manda Ung                                  | Swee-Lin               |                   |
| Chulalongkorn király (hangja)                           | Ramli Hassan           | Csőre Gábor       |
| Blake százados                                          | Robert Hands           | Seder Gábor       |
| Sebhelyesarcú vezető                                    | Yu Beng Lim            |                   |
| Phya Phrom bíró                                         | Kenneth Tsang          |                   |
| Második bíró                                            | Kee Thuan Chye         |                   |
| Harmadik bíró                                           | Teoh Kah Yong          |                   |

## Fogadtatás
A film többek között két Golden Globe-díjat és több Oscar-díjat is elnyert. Golden Globe-díjat a legjobb film kategóriában nyert, illetve Deborah Kerr a legjobb színésznő kategóriában. Oscar-díjat kapott a főszereplő Yul Brynner, valamint a díszlet, a jelmez a hang és a zene is. A Rotten Tomatoes oldalán 96%-ra értékelték a filmet. A film zenéje a brit albumlistán 1956-57-58-ban listavezető volt.